# Lucas Severino
Lucas Severino (Ribeirão Preto, 3 januari 1979) is een voormalig Braziliaans voetballer.

## Clubcarrière
Lucas Severino begon zijn carrière in Brazilië bij Botafogo en Atlético Paranaense. In 2000, het jaar waarin hij met Brazilië deelnam aan de Olympische Zomerspelen, versierde hij een transfer naar Stade Rennais, dat 150 miljoen Franse frank (omgerekend 21,3 miljoen euro) neertelde voor hem. Severino slaagde er echter nooit helemaal in om de hoge verwachtingen in te lossen. De club leende hem uit aan Cruzeiro en Corinthians en liet hem in 2004 op definitieve basis vertrekken naar FC Tokyo.
Severino tekende in Gamba Osaka, waarmee hij in 2008 de AFC Champions League won. In de finale tegen Adelaide United scoorde hij in de heenwedstrijd eenmaal en in de terugwedstrijd tweemaal. Later keerde hij nog terug naar zijn ex-clubs Atlético Paranaense en FC Tokyo.